# 해남 윤선도 유적
해남 윤선도 유적(海南 尹善道 遺蹟)은 대한민국 전라남도 해남군 현산면에 있는, 고산 윤선도가 54세때인 인조 18년(1640)에 머무르며 『금쇄동기』(보물 제482-2호)를 비롯한 여러 문헌들을 집필한 곳인 금쇄동과 금쇄동 안에 위치한 현산고성이다. 2001년 8월 17일 대한민국의 사적 제432호로 지정되었다.

## 개요
고산 윤선도가 54세때인 인조 18년(1640)에 머무르며 『금쇄동기』(보물 제482-2호)를 비롯한 여러 문헌들을 집필한 곳인 금쇄동과 금쇄동 안에 위치한 현산고성이다.
윤선도는 8살되던 해에 큰아버지에게 입양되어 해남으로 내려가 살았다. 20세에 승보시에 1등으로 합격하여, 1616년 성균관유생으로서 집권세력을 비난하는 글을 올렸다가 함경도로 유배되었다. 벼슬을 버리고 내려온 후에는 조상이 물려준 엄청난 재산으로 정치와는 관계없이 보길도의 부용동과 새로 찾은 금쇄동에 여러 정자와 각을 지어놓고 풍류를 즐기며 살았다.
금쇄동은 윤선도가 원림(園林)을 조성한 고성(固城)안과 『금쇄동기』에서 명명한 22개의 지명 등이 있으며, 윤선도가 문학적 영감을 얻기 위해 인위적으로 개척한 문학산책로로서 건물지와 연못지의 유구가 남아 있고, 금쇄동내에 위치한 현산고성(懸山固城)은 고려시대에 축성된 것으로 추정되며, 동문, 서문, 북문 등 3곳의 문지, 수구의 성곽시설과 망루지, 건물지, 제방 등의 성내시설이 남아 있다
이곳은 고산 윤선도의 시문학 창작의 산실로서 국문학상의 학술적인 가치 뿐만 아니라 지금까지 세간에 잘 알려지지 않은 옛성이 잘 남아 있어 문화재적 가치가 매우 큰 유적이다.

## 같이 보기
- 윤선도

## 참고 자료
- 해남 윤선도 유적 - 국가유산청 국가유산포털